# Озарчко језеро
Озарчко језеро (енгл. Lake of the Ozarks) је вештачко језеро у Сједињеним Америчким Државама. Налази се на територији америчке савезне државе Мисури. Површина језера износи 223 km².